# FM (programma radiofonico)
FM è stato un programma radiofonico in onda su Radio Deejay dal 2009 al 2013.
Condotto da Federico Russo e Marisa Passera, il titolo del programma è la sigla delle iniziali dei due conduttori. Inizialmente in onda dal lunedì al venerdì alle 20, faceva parte del cosiddetto drive time di Radio Deejay. A partire dalla stagione 2012/2013, la trasmissione è stata promossa alle 9 del mattino fino alla sua chiusura, avvenuta il 27 settembre 2013, a causa del ritorno in onda di Fabio Volo nella sua storica fascia e del passaggio dei conduttori alla trasmissione delle 20, Via Massena, insieme a Vic. Da quel momento, la trasmissione va in onda discontinuamente, nelle occasioni in cui Federico Russo e Marisa Passera conducono in coppia.
Trasmissione basata sugli interventi degli ascoltatori, si concentra prevalentemente sui resoconti della giornata che volge al termine (o, a seconda dell'orario, che sta iniziando).
La trasmissione è nata nell'estate 2009 ed originariamente andava in onda il sabato a cadenza settimanale. Dalla stagione successiva il programma è stato spostato di orario e ha cominciato ad andare in onda tutti i giorni.
Nell'autunno 2011 la trasmissione è andata in onda di prima mattina, alle 9, in sostituzione di Il volo del mattino. Per l'occasione, la trasmissione è stata rinominata FM - Una splendida giornata, ed è stata sostituita nel suo orario d'origine da uno spin off, AM - Una splendida giornata, condotta dai nuovi speaker Mauro Corvino e Andrea Tuzio. Nel dicembre successivo è tornato all'orario originale, cambiando orario per alcune settimane nell'aprile 2012 in sostituzione di Deejay chiama Italia e Pinocchio.

## Sito ufficiale
- Sito ufficiale, su deejay.it. URL consultato il 26 giugno 2012 (archiviato dall'url originale il 14 agosto 2012).